# 量子傅立葉變換
量子傅立葉變換（quantum Fourier transform）是一種離散傅立葉變換，將原式分解成更為簡單的多個么正矩陣的積。利用這般的分解方式，離散傅立葉變換可以用作量子電路，其包含了多個哈達瑪閘與受控移相閘。
量子傅立葉變換在量子演算法中有多處應用，以其可提供相位估算步驟的理論基礎，在一些演算法中佔核心地位，例如用在做質因數分解的秀爾演算法（Shor's algorithm）、順序發現(order finding)演算法以及隱子群問題（hidden subgroup problem）。

## 細節
l2(Z/(N))是複數值函數於Z/N 的內積空間，伴有內積
{\displaystyle \langle \psi |\phi \rangle =\sum _{k\in \mathbb {Z} /(N)}{\overline {\psi (k)}}\phi (k)}
注意到離散傅立葉變換是個么正映射
{\displaystyle \ell ^{2}(\mathbb {Z} /(N))\rightarrow \ell ^{2}(\mathbb {Z} /(N)).}
其敘述如下：
令{\displaystyle |0\rangle ,\ldots ,|N-1\rangle }是l2(Z/(N))的一項正交歸一基底(orthonormal basis)